# Victor Sandström
Victor Sandström, född 5 december 1835 i Björsäters socken, Östergötland, död 11 december 1902 i Stockholm, var en svensk apotekare och kemist.
Victor Sandström var son till organisten Carl Petter Sandström. Efter läroverksstudier i Linköping blev han apotekselev 1850 och avlade farmacie studiosiexamen 1856 samt apotekarexamen 1859. Efter kortare apoteksanställningar innehade han apoteket i Högsby i Småland 1861–1864 och i Säters stad 1866–1871 samt blev i Dalarna föreståndare för Borns träoljefabrik 1872 och kemist och föreståndare för Vittbergs fosfataktiebolag 1873. 1879–1890 var han syssloman vid fattigvården i Falun samt vid länslasarettet och kurhuset där, varefter han slog sig ned i Stockholm. Sandström hade mångsidiga naturvetenskapliga intressen. Han var en god kännare av Sveriges molluskfauna, och till Farmaceutiska institutet skänkte han 1872 en nästan komplett samling svenska land- och sötvattenmollusker. På jordbrukets område publicerade han Om mjölkkors utfodring och skötsel (1878), Handledning i ladugårdsskötseln (1879) och Om myrars uppodling och gödsling (1879), varjämte han i olika tidningar skrev en mängd uppsatser rörande jordbruket.